# Hennadij Zubko
Hennadij Hryhorowycz Zubko, ukr. Геннадій Григорович Зубко (ur. 27 września 1967 w Mikołajowie) – ukraiński polityk, poseł do Rady Najwyższej VII kadencji, od 2014 do 2019 wicepremier i minister.

## Życiorys
Absolwent Kijowskiego Instytutu Politechnicznego (1991). Kształcił się również m.in. na Northwestern University. Początkowo pracował jako programista, od 1992 obejmował kierownicze stanowiska w przedsiębiorstwach m.in. sektora budowlanego.
W latach 2006–2010 był radnym Żytomierza, następnie przez dwa lata zasiadał w radzie obwodu żytomierskiego, w której kierował frakcją Frontu Zmian. W wyborach w 2012 z ramienia skupiającej środowiska opozycyjne Batkiwszczyny wybrany na posła w okręgu jednomandatowym.
10 czerwca 2014 Petro Poroszenko mianował go na pierwszego zastępcę szefa Administracji Prezydenta Ukrainy. 2 grudnia tegoż roku w drugim gabinecie Arsenija Jaceniuka objął stanowiska wicepremiera oraz ministra rozwoju regionalnego, budownictwa i gospodarki komunalnej. Utrzymał te funkcje również w powołanym w kwietniu 2016 rządzie Wołodymyra Hrojsmana. Zakończył urzędowanie w sierpniu 2019.
Odznaczony m.in. Orderem Daniela Halickiego (2009).